# Nono, het Zigzag Kind
Nono, het Zigzag Kind è film del 2012 diretto da Vincent Bal e tratto dal romanzo Ci sono bambini a zig-zag di David Grossman.

## Trama
Nono, figlio del miglior ispettore di polizia al mondo, vorrebbe essere come il padre e per ciò finisce sempre col cacciarsi nei guai. Poco prima del suo Bar Mitzvah, Nono viene mandato dallo zio, il quale ha avuto l'incarico di riportarlo sulla strada giusta, ma durante il viaggio in treno si ritrova coinvolto in un'avvincente avventura.